# Chancelier
Der Chancelier (frz. Kanzler zu lat. cancellarius) war als Kanzler von Frankreich (Chancelier de France) in der Zeit vor der Französischen Revolution (1789) der Titel des französischen Justizministers, welcher damals der wichtigste aller königlichen Räte war und die Funktion des Großsiegelbewahrers innehatte. Sein Amt wurde auf Lebenszeit verliehen und war mit zahlreichen Ehren verbunden.
Die Einflussmöglichkeiten des Chanceliers auf die Justizverwaltung waren angesichts der großen Selbstständigkeit,  welche die richterlichen Körperschaften besaßen, nicht sehr groß. Dem Parlament gegenüber trat der Chancelier als ständiger Vertreter der königlichen Autorität auf. Weiterhin lag die Weiterentwicklung des Rechtssystems in seiner Verantwortung, wobei insbesondere die großen vereinheitlichenden „Ordonnanzen“ des 16. bis 18. Jahrhunderts von Bedeutung waren.
In französischen Konsulaten des Diplomatischen Dienstes gibt es heute noch die Funktion des Chancelier, welcher der Siegelbewahrer und Registrator ist.